# Пряженина
Пряженина — праздничное блюдо русской, белорусской и польской кухни, которое готовили на Рождество и Святки. Название происходит от старославянского «пряжить», то есть жарить на толстом слое перекаленного масла (жира). В наши дни такой способ кулинарной обработки фактически вышел из употребления.

## Рецепт
Пряженина представляет собой сначала обжаренные, а затем тушенные в соусе свиные ребра с домашней колбасой. В состав соуса входит жир, мука, вода, лук, чеснок и специи. В нём запекают, «томят» обжаренные рёбра и колбасу, доводя их до готовности. Традиционно пряженину едят обмакивая свернутые в трубочку несладкие блины в приготовленный соус (подливу).